# Нидвалден
Нидвалден е един от полукантоните на Швейцария. Населението му е 41 024 жители (декември 2010 г.), а има площ от 275,90 кв. км. Официалният език е немският. По данни от 2007 г. около 10% от жителите на кантона са хора с чуждо гражданство (4046 жители). От всички жители, 75,6% са католици, а 11,9% са протестанти. (2000 г.). 1,4% от жителите говорят италиански, а 1,2% сърбо-хърватски.